# 541508 Liucixin
541508 Liucixin è un asteroide della fascia principale. Scoperto nel 2011, presenta un'orbita caratterizzata da un semiasse maggiore pari a 2,4799859 au e da un'eccentricità di 0,1080624, inclinata di 14,04745° rispetto all'eclittica.